# زیارت سایگوکو کانن
زیارت سایگوکو کانن (به ژاپنی: 西国三十三所, Saigoku Sanjūsan-sho)، زیارتی از سی و سه معبد بودایی در سراسر منطقه کانسای ژاپن است، شبیه به زیارت شیکوکو. علاوه بر سی و سه معبد رسمی، سه معبد دیگر نیز به نام بنگای (番外) نیز وجود دارد. تصویر اصلی در هر معبد گوان یین که برای غربی‌ها به عنوان شفقت بوداسف شناخته می‌شود (گاهی به عنوان «الهه رحمت» ترجمه می‌شود)، وجود دارد. با این حال، بین تصاویر و قدرت‌هایی که دارند، تفاوت‌هایی وجود دارد.